# Hemitriccus flammulatus
El titirijí flamulado (Hemitriccus flammulatus), también denominado tirano-pigmeo flamulado (en Perú) o mosqueta flamulada, es una especie de ave paseriforme de la familia Tyrannidae perteneciente al numeroso género Hemitriccus. Es nativo de América del Sur, en el sur-occidente de la región amazónica.

## Distribución y hábitat
Se distribuye por el este de Perú, noroeste y noreste de Bolivia y oeste de la Amazonia brasileña.
Esta especie es considerada bastante común en su hábitat natural: el denso sotobosque de selvas húmedas, principalmente hasta los 750 m de altitud, generalmente en enmarañados de bambuzales Guadua.

## Sistemática

### Descripción original
La especie H. flammulatus fue descrita por primera vez por el ornitólogo austríaco Hans von Berlepsch en 1901 bajo el mismo nombre científico; la localidad tipo es: «San Mateo, Yungas, norte de Bolivia».

### Etimología
El nombre genérico masculino «Hemitriccus» se compone de las palabras del griego « ἡμι hēmi» que significa ‘pequeño’, y « τρικκος trikkos»: pequeño pájaro no identificado; en ornitología, «triccus» significa «atrapamoscas tirano»; y el nombre de la especie «flammulatus» proviene del latín «flammula» que significa ‘pequeña llama’.

### Taxonomía
Anteriormente fue considerada conespecífica con Hemitriccus obsoletus y Hemitriccus diops.

### Subespecies
Según las clasificaciones del Congreso Ornitológico Internacional (IOC) y Clements Checklist/eBird v.2021 se reconocen dos subespecies, con su correspondiente distribución geográfica:
- Hemitriccus flammulatus flammulatus Berlepsch, 1901 – este de Perú (San Martín hacia el sur hasta Madre de Dios), noroeste de Brasil (Acre, río Mequéns en Rondônia y Mato Grosso)[10] y norte de Bolivia (al este hasta el este del Beni, al sur hasta Cochabamba).

- Hemitriccus flammulatus olivascens (Todd, 1915) – este de Bolivia (río Surutú en Santa Cruz)